# Nicolás Avellaneda
Nicolás Avellaneda (ur. 1 października 1837, zm. 25 listopada 1885) – argentyński polityk.